# Reino de Egipto
El Reino de Egipto (en árabe: المملكة المصرية Al-Mamlakah Al-Miṣriyyah) fue el primer estado moderno de Egipto entre 1922 y 1953. El Reino fue creado en 1922 cuando el Reino Unido le concedió la autonomía como Monarquía autónoma dentro del Imperio británico a Egipto, hasta entonces una colonia de facto, con el fin de reprimir el creciente nacionalismo. El Sultán Fuad I se convirtió en el primer rey del nuevo estado. Faruq sucedió a su padre como rey. 
Antes del Reino, Egipto estaba ocupado y controlado por el Imperio Británico desde aproximadamente 1882, cuando invadieron las fuerzas europeas para reforzar el régimen del Jedive contra el creciente nacionalismo. Esto marcó el comienzo de una ocupación militar británica de Egipto que aún era nominalmente parte del Imperio otomano en ese momento. En 1914 como resultado de la declaración de guerra contra el Imperio Otomano, Reino Unido declaró un protectorado sobre Egipto y depuso al Jedive, en sustitución de él con otro miembro de la familia, Hussein Kamil, que se hizo el Sultán de Egipto. 
La monarquía fue establecida y reconocida por el Reino Unido en 1922 en la persona de Fuad I de Egipto, y la lucha con el Wafd. Una amplia organización política nacionalista se opuso firmemente a la influencia británica; propios y los británicos, que estaban decididos a mantener el control sobre el Canal de Suez. Otras fuerzas políticas emergentes en este período incluido el partido comunista (1925) y los Hermanos Musulmanes (1928), que finalmente se convirtió en una potente fuerza política y religiosa.
El rey Fuad murió en 1936 y Faruq heredó el trono a la edad de dieciséis. Alarmado por la reciente invasión italiana a Etiopía, firmó el Tratado anglo-egipcio, que exige al Reino Unido a retirar todas las tropas de Egipto, excepto en el Canal de Suez (de acuerdo en que deben ser evacuadas por el en 1949).
El Reino estaba plagado por la corrupción y sus ciudadanos lo veían como un títere de los británicos. Esto, junto con la derrota en la Guerra árabe-israelí de 1948, llevó a un golpe en 1952 por un grupo de oficiales del ejército llamado el Movimiento de Oficiales Libres. Faruk abdicó en favor de su hijo Fuad II. Sin embargo, en 1953 la monarquía fue oficialmente abolida y se estableció la República de Egipto, marcando la independencia definitiva de Egipto.

## Fondo

### Jedivato y ocupación británica
Aunque Mehmet Alí y sus descendientes habían utilizado el título de Jedive en lugar del de Wali, esto no fue reconocido por la Sublime Puerta hasta 1867 cuando el Sultán Abdul-Aziz oficialmente aceptó su utilización por Isma'il Pasha y sus sucesores. En contraste con la política de su abuelo de la guerra en contra de la Puerta, Ismai'l trató de reforzar la posición de Egipto y de su dinastía con menos medios de confrontación y, a través de una mezcla de adulación y soborno, Ismai'l garantizo el reconocimiento oficial otomano de la virtual independencia de Egipto. Esta libertad fue gravemente socavada en 1879 cuando el sultán en connivencia con las grandes potencias quiso deponer a Ismai'l a favor de su hijo Tewfik. Tres años más tarde, la libertad de Egipto se convirtió en poco más que simbólica, cuando Reino Unido invadió y ocupó el país, supuestamente para apoyar al Jedive Tewfik contra su opositor Ahmed Orabi del gobierno nacionalista. Si bien el Jedive seguirá gobernando sobre Egipto y Sudán en nombre, en realidad, el poder residía en última instancia con el Alto Comisario británico. 

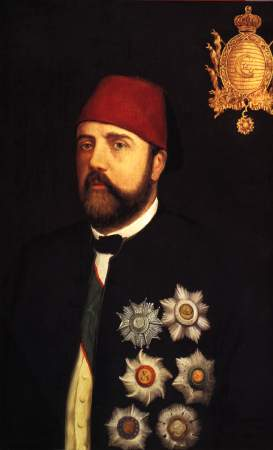
Jedive Ismai'l I (1830-1895).

En desafío de los egipcios, los británicos proclamaron en Sudán un condominio anglo-egipcio, un territorio conjunto en virtud del gobierno británico y egipcio más que una parte integral de Egipto. Esto fue continuamente rechazado por los egipcios, tanto en el gobierno y en el público en general, que insistió en la "unidad del Valle del Nilo", y seguiría siendo un tema de polémica y enemistad entre Egipto y el Reino Unido hasta la independencia de Sudán en 1956.

### Sultanato y Reino
En 1914, el Jedive Abbas II de Egipto de acuerdo con el Imperio Otomano se unió a los Imperios Centrales en la Primera Guerra Mundial, y fue rápidamente depuesto por los británicos en favor de su tío Hussein Kamel. La ficción jurídica de la soberanía sobre Egipto por parte de los Otomanos, que había para todos los efectos terminado en 1805, fue oficialmente terminada cuando Hussein se declaró Sultán de Egipto y Sudán, y el país se convirtió en un protectorado británico.

## Después de la Primera Guerra Mundial
Al finalizar la Primera Guerra Mundial un grupo conocido como Wafd asistió a la Conferencia de Paz de París de 1919 para exigir la independencia de Egipto. Incluido el líder del grupo político, Saad Zaghlul, que más tarde se convertiría en Primer Ministro. Cuando el grupo fue detenido y deportado a la isla de Malta, se produjo un gran levantamiento en Egipto.
De marzo a abril de 1919, hubo manifestaciones en masa que se convirtieron en levantamientos. Esto es conocido en Egipto como la Primera Revolución. La represión Británica de los disturbios llevaron a la muerte de unas 800 personas. En noviembre de 1919, la misión Milner fue enviada a Egipto por los británicos para tratar de resolver la situación. En 1920, Lord Milner presentó su informe a Lord Curzon, el Secretario de Relaciones Exteriores británico, este recomendaba que el protectorado debía ser sustituido por un tratado de alianza. Como resultado de ello, Curzon estuvo de acuerdo en recibir una misión dirigida por el egipcio Zaghlul y Pasha Adli para discutir las propuestas. La misión llegó a Londres en junio de 1920 y el acuerdo se concluyó en agosto de 1920. En febrero de 1921 el Parlamento británico aprobó el acuerdo y se le pidió a Egipto que envíe una misión a Londres con plenos poderes para concertar un tratado definitivo. Adli Pasha dirigió esta misión, que llegó en junio de 1921. Sin embargo, el Dominio de delegados en la Conferencia Imperial de 1921 destacó la importancia de mantener el control sobre la zona del Canal de Suez y Curzon no pudo persuadir a sus colegas del Gabinete de estar de acuerdo a los términos que Adli Pasha estaba dispuesto a aceptar. La misión regresó a Egipto repugnada. 
En diciembre de 1921, las autoridades británicas en El Cairo impusieron una ley marcial y volvieron a deportar a Zaghlul. Las Manifestaciones llevaron de nuevo a la violencia. En deferencia al creciente nacionalismo y por sugerencia del Alto Comisionado, Allenby, el Reino Unido declaró unilateralmente la independencia de Egipto en 1922, la supresión del protectorado y el establecimiento de un estado independiente, el Reino de Egipto. Sarwat Pasha se convirtió en primer ministro. La influencia británica, no obstante, siguió dominando la vida política de Egipto y fomentó las reformas fiscales, administrativas y gubernamentales. Reino Unido mantuvo el control de la protección exterior de la Zona del Canal, Sudán y Egipto.
En representación del Partido Wafd, Zaghlul fue elegido primer ministro en 1924. Él exigió que Egipto y Sudán se fusionaran. El 19 de noviembre de 1924, el gobernador general británico de Sudán, sir Lee Stack, fue asesinado en El Cairo y en favor de los egipcios estallaron disturbios en Sudán. Los británicos exigieron que Egipto pagara una tasa de disculpas y retirara a sus tropas de Sudán. Zaghlul estuvo de acuerdo en la primera pero no en la segunda y dimitió

## Reconocimiento

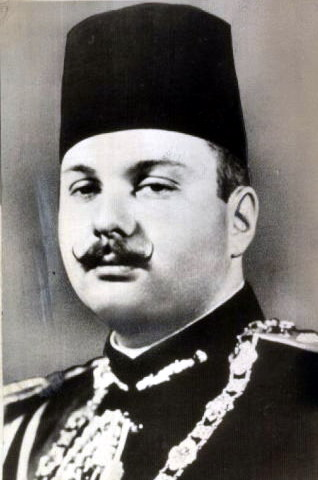
Rey Faruq.

Con el aumento del sentimiento nacionalista, el Reino Unido reconoció formalmente la independencia de Egipto en 1922, y el sucesor de Husayn, el Sultán Fuad I, sustituyó el título de Sultán a Rey. Sin embargo, la ocupación británica de Egipto y la injerencia en los asuntos persistieron. De particular interés para Egipto fue que el Reino Unido continuara sus esfuerzos para ceder todo el control de Egipto en Sudán. Tanto para el rey y el movimiento nacionalista, esto era intolerable, y el Gobierno de Egipto hizo hincapié en un punto de que Fuad y su hijo el futuro Rey Faruq eran "Reyes de Egipto y Sudán".

## Segunda Guerra Mundial
Durante la Segunda Guerra Mundial, las tropas británicas utilizan Egipto como base de operaciones aliadas. Las tropas británicas se retiraron a la zona del Canal de Suez en 1947, pero los sentimientos nacionalistas antibritánicos siguieron creciendo después de la guerra. Desde el 22 de julio al 23 de julio de 1952, un grupo de oficiales del ejército descontentos (los "oficiales libres"), dirigidos por el teniente coronel Gamal Abdel Nasser, derrocaron al rey Faruq, quien culpó a los militares de Egipto del pobre desempeño en la guerra de 1948 con Israel. Las expectativas populares por reformas inmediatas llevaron a los trabajadores en Kafr Dawar a unos disturbios el 12 de agosto de 1952, que dio lugar a dos sentencias de muerte. Tras un breve experimento con un régimen civil, los oficiales libres derogaron la constitución de 1953 y Egipto fue declarada una república. Nasser se convirtió en un líder carismático, no sólo de Egipto sino del mundo árabe, con la promoción y aplicación del "socialismo árabe".

## Disolución
El reinado de Faruq se caracterizó por el cada vez mayor descontento nacionalista por la ocupación británica, la corrupción y la incompetencia real, unido a la desastrosa derrota en la guerra árabe-israelí en 1948. Todos estos factores sirven para socavar la posición de Faruk y la posición de apertura del camino para la Revolución de 1952. Faruk fue obligado a abdicar en favor de su hijo Ahmad Fuad, quien se convirtió en el rey Fuad II, mientras que la administración del país pasó a estar al mando del Movimiento de Oficiales Libres bajo el mandato de Muhammad Naguib y Gamal Abdel Nasser. El reinado del rey infantil duró menos de un año y el 18 de junio de 1953, los revolucionarios abolieron la monarquía y convirtieron a Egipto en una república, poniendo así fin a un siglo y medio de dominio de la Dinastía de Mehmet Alí.
- Datos: Q124943
- Multimedia: Kingdom of Egypt / Q124943